# Ристо Катевеновски
Ристо Катевеновски (на македонска литературна норма: Ристо Катевеновски) е съдия от Северна Македония.

## Биография
Роден е на 25 януари 1957 година в столицата на Народна република Македония Скопие. Завършва Юридическия факултет на Скопския университет в 1984 година. Полага правосъден изпит в Скопие през април 1987 година. От 1 януари 1986 година работи като стажант, а по-късно и като сътрудник в Общинския съд за нарушения в Скопие. На 26 юни 1996 година е избран за съдия в Основния съд Скопие I. До януари 2003 година съди в следствено отделение, след това е наказателен съдия, а от февруари 2006 година съди по дела за нарушения. На 11 февруари 2008 година е избран за съдия в Апелативния съд в Скопие, където работи по дела в наказателното отделение.
На 19 ноември 2009 година е избран за съдия във Върховния съд на Република Македония. Преподава наказателно право в Академията за обучение на съдии и прокурори.